# Dinamo Bołszewo
Dinamo Bołszewo (ros. Футбольный клуб «Динамо» Болшево, Futbolnyj Kłub "Dinamo" Bołszewo) – rosyjski klub piłkarski z siedzibą w Bołszewie, w obwodzie moskiewskim.

## Historia
Chronologia nazw:
- ???—1936: Dinamo zakładu poprawczego im. Jagody Bołszewo (ros. «Динамо» трудовой колонии имени Ягоды Болшево)
- 1937—???: Dinamo Bołszewo (ros. «Динамо» Болшево)

Piłkarska drużyna Dinamo została założona w miejscowości Bołszewo.
W 1936, 1937 i 1938 zespół uczestniczył w rozgrywkach Pucharu ZSRR.

## Sukcesy
- 1/4 finału w Pucharu ZSRR: 1938